# Église Notre-Dame-de-l'Assomption de Casteljaloux
L'église Notre-Dame-de-l'Assomption de Casteljaloux est une ancienne collégiale située à Casteljaloux dans le département de Lot-et-Garonne en France. Elle est inscrite au titre des monuments historiques depuis 1998.

## Historique
Une église primitive gothique, sous le même vocable, datait du XVe siècle. Elle a été détruite en 1568. L'église actuelle a été construite à partir des années 1680, sur les fondations gothiques et suivant le même plan ; elle a été achevée en 1763. Plusieurs restaurations ont eu lieu au XIXe siècle et la participation financière de l’État lors de travaux de restauration en 1899 explique l'ajout, sur son fronton, de l'inscription de la devise de la République « LIBERTÉ, ÉGALITÉ, FRATERNITÉ », peu commune sur un édifice religieux. Elle a été inscrite au titre des monuments historiques par arrêté du 26 novembre 1998.

## Vitrail pétainiste
Au-dessus de l’orgue de l’église, se situe un vitrail honorant Saint Philippe et Saint François, avec sous le premier une francisque, hache emblème pétainiste du gouvernement du Vichy, et sous le second une ancre marine, allusion à l’amiral Darlan, troisième homme de ce régime. Ce vitrail a été posé en 1943 à l’occasion de lourds travaux menés huit mois durant sur les chapelles et la nef de l’église, et représente une manière de remercier Pétain d'avoir bénéficié des finances de l’État.

## Galerie

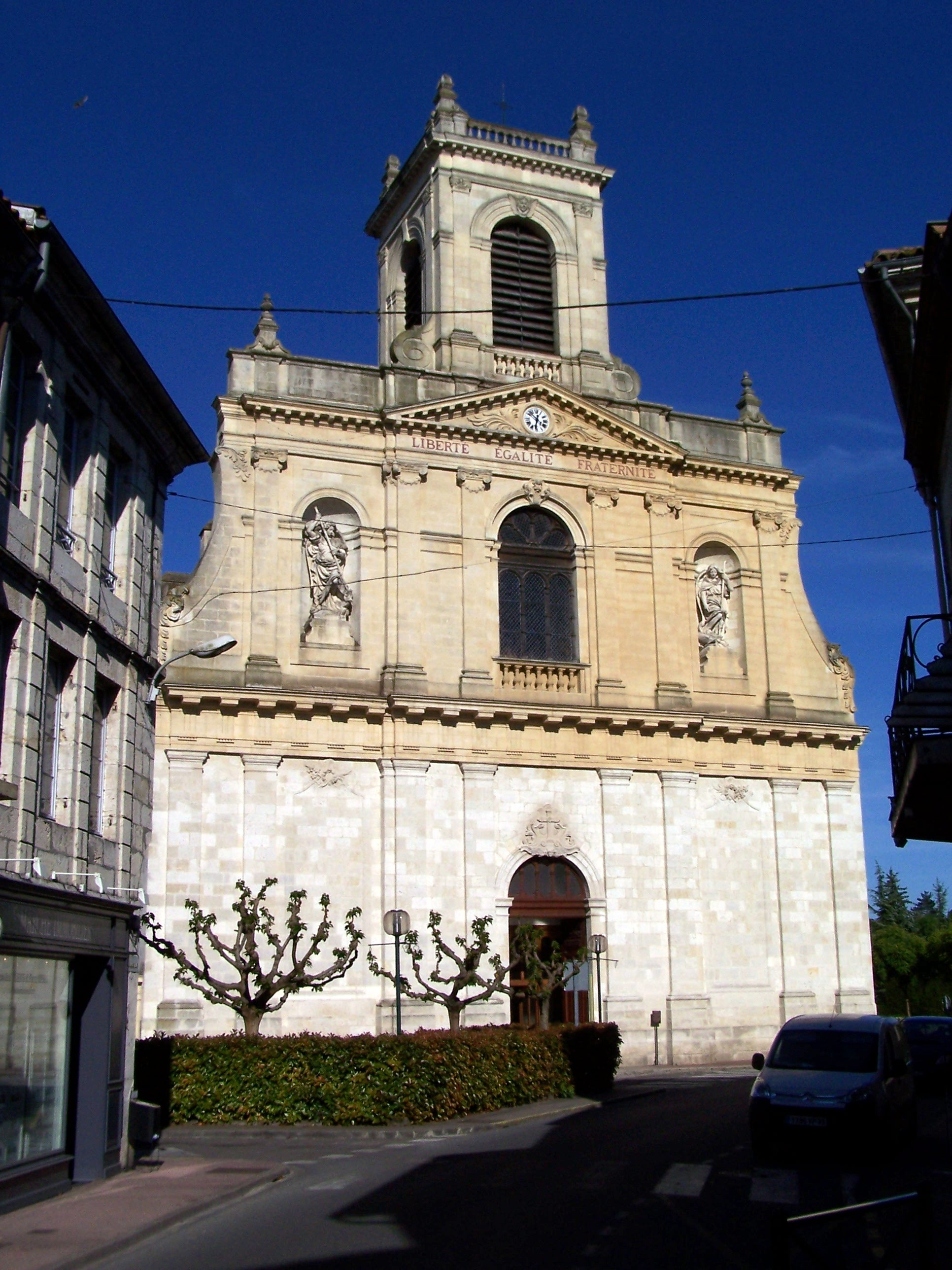
Façade ouest (avr. 2013)
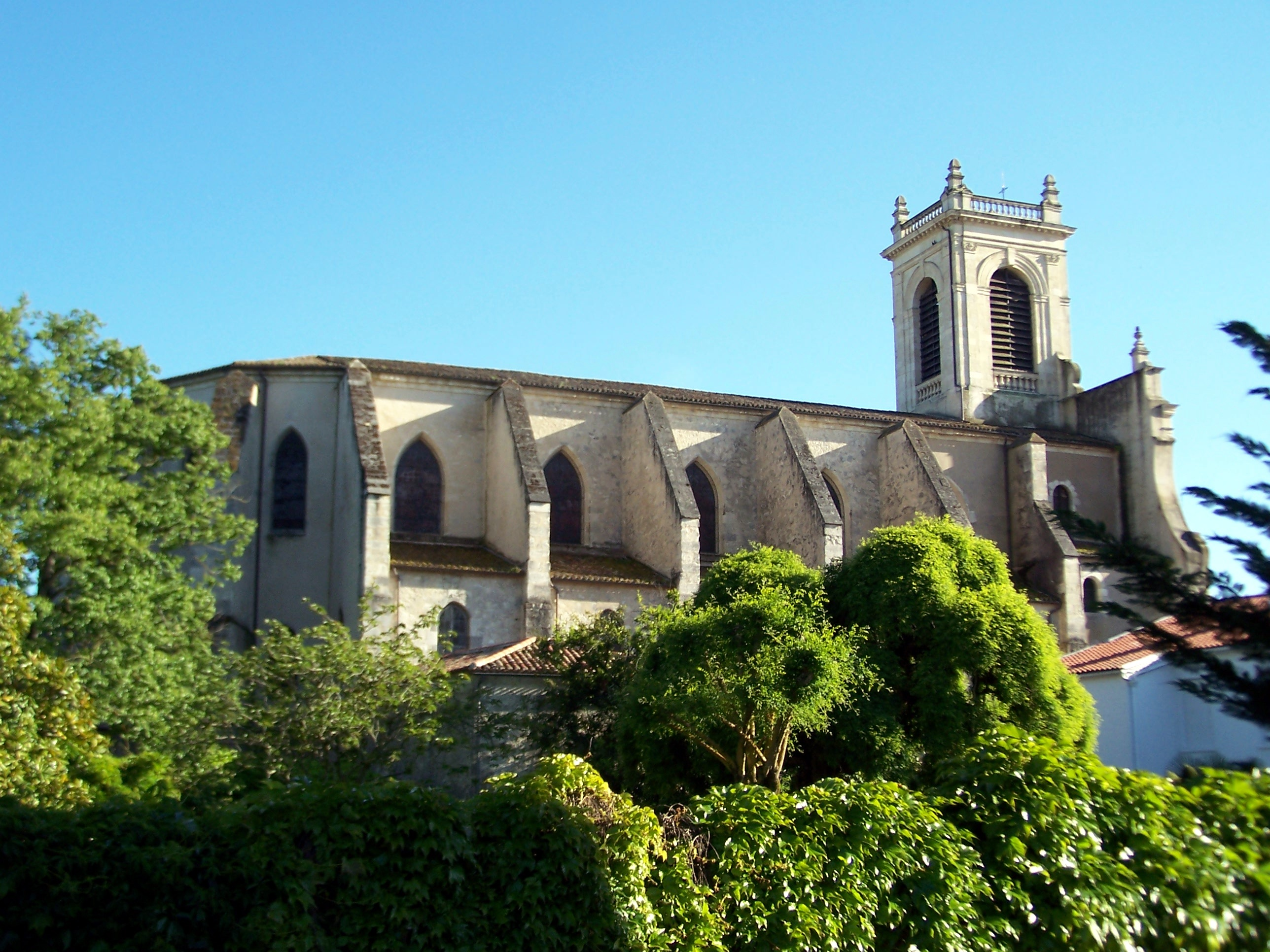
Vue latérale nord (avr. 2013)
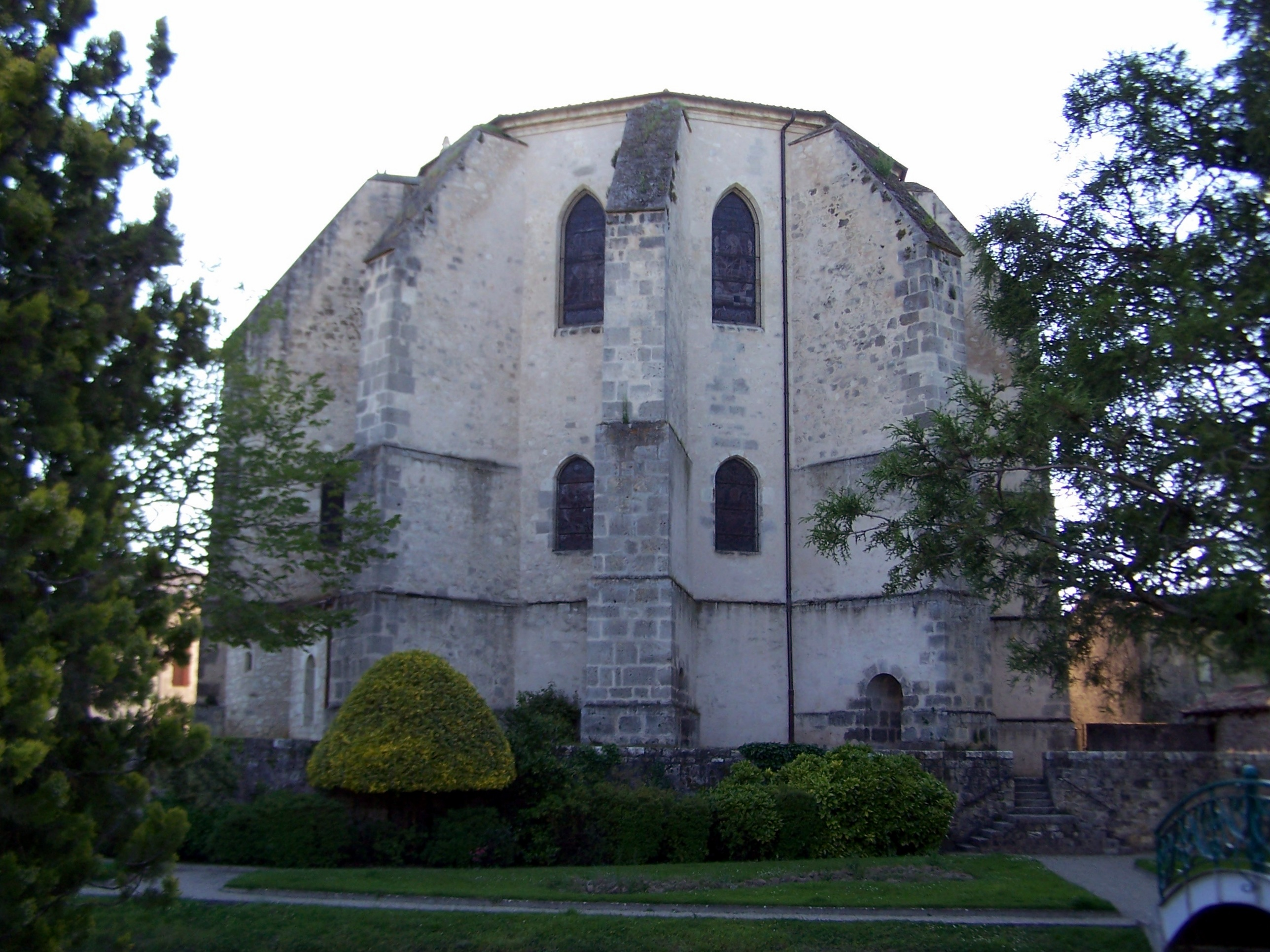
Le chevet (avr. 2013)
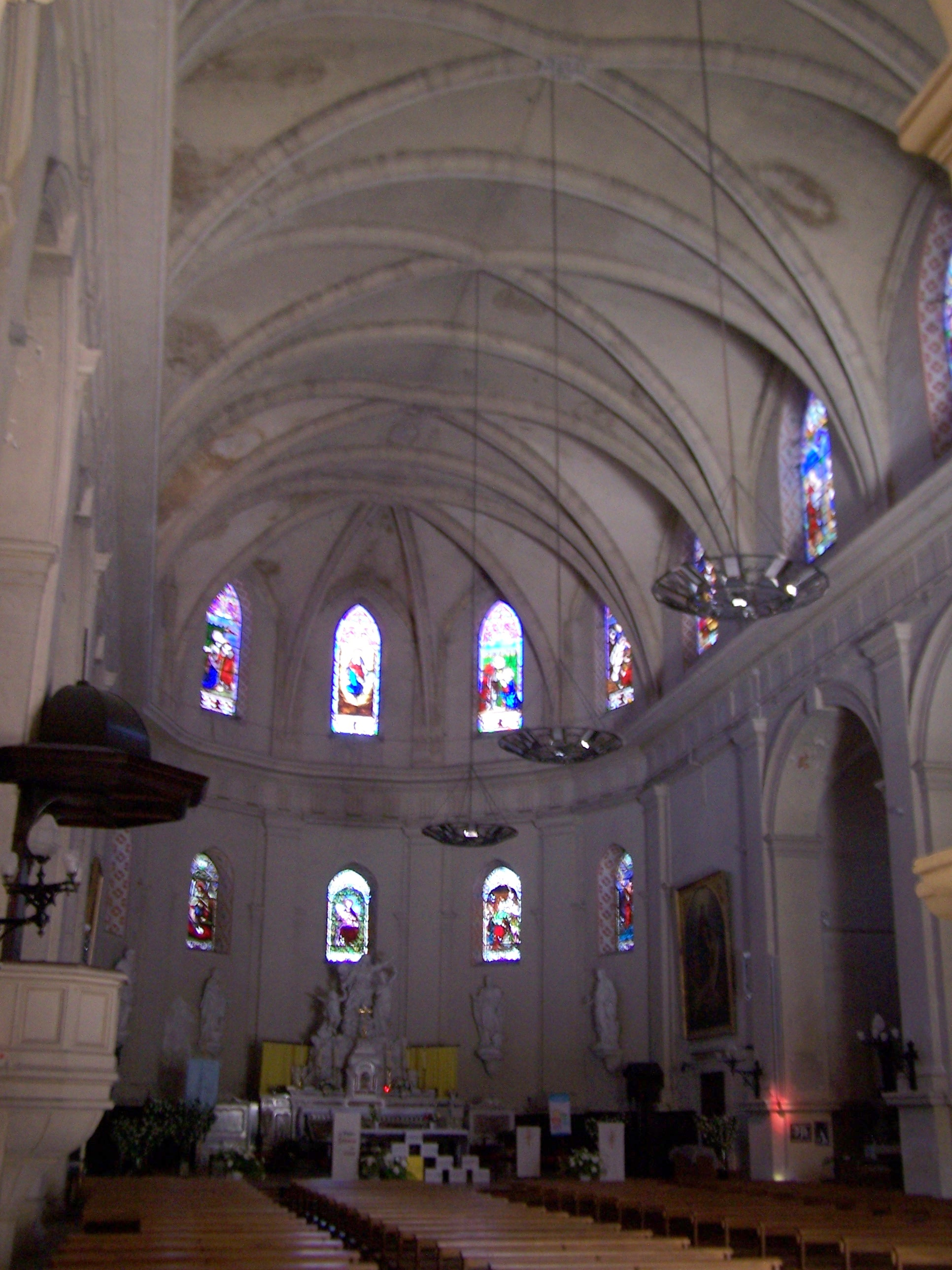
La nef (avr. 2013)